# Caso Fedotova y otros contra Rusia
El caso Fedotova y otros contra Rusia (demandas n° 40792/10, 30538/14 y 43439/14) fue un caso presentado por seis ciudadanos rusos ante el Tribunal Europeo de Derechos Humanos (TEDH). El caso fue resuelto el 13 de julio de 2021, cuando la Tercera Sala del tribunal falló por unanimidad que la negativa de Rusia a otorgar cualquier tipo de reconocimiento legal a las parejas del mismo sexo violaba los derechos humanos de los demandantes conforme al artículo 8 del Convenio Europeo de Derechos Humanos.
Tras la decisión, el gobierno ruso solicitó el 12 de octubre de 2021 que el caso fuera remitido a la Gran Sala del Tribunal Europeo de Derechos Humanos. La remisión fue aceptada por el tribunal el 22 de noviembre de 2021. La Gran Sala confirmó el fallo el 17 de enero de 2023. Para entonces, Rusia ya había sido expulsada del Consejo de Europa debido a la invasión rusa de Ucrania, y había dejado de formar parte del Convenio Europeo de Derechos Humanos.

## Antecedentes

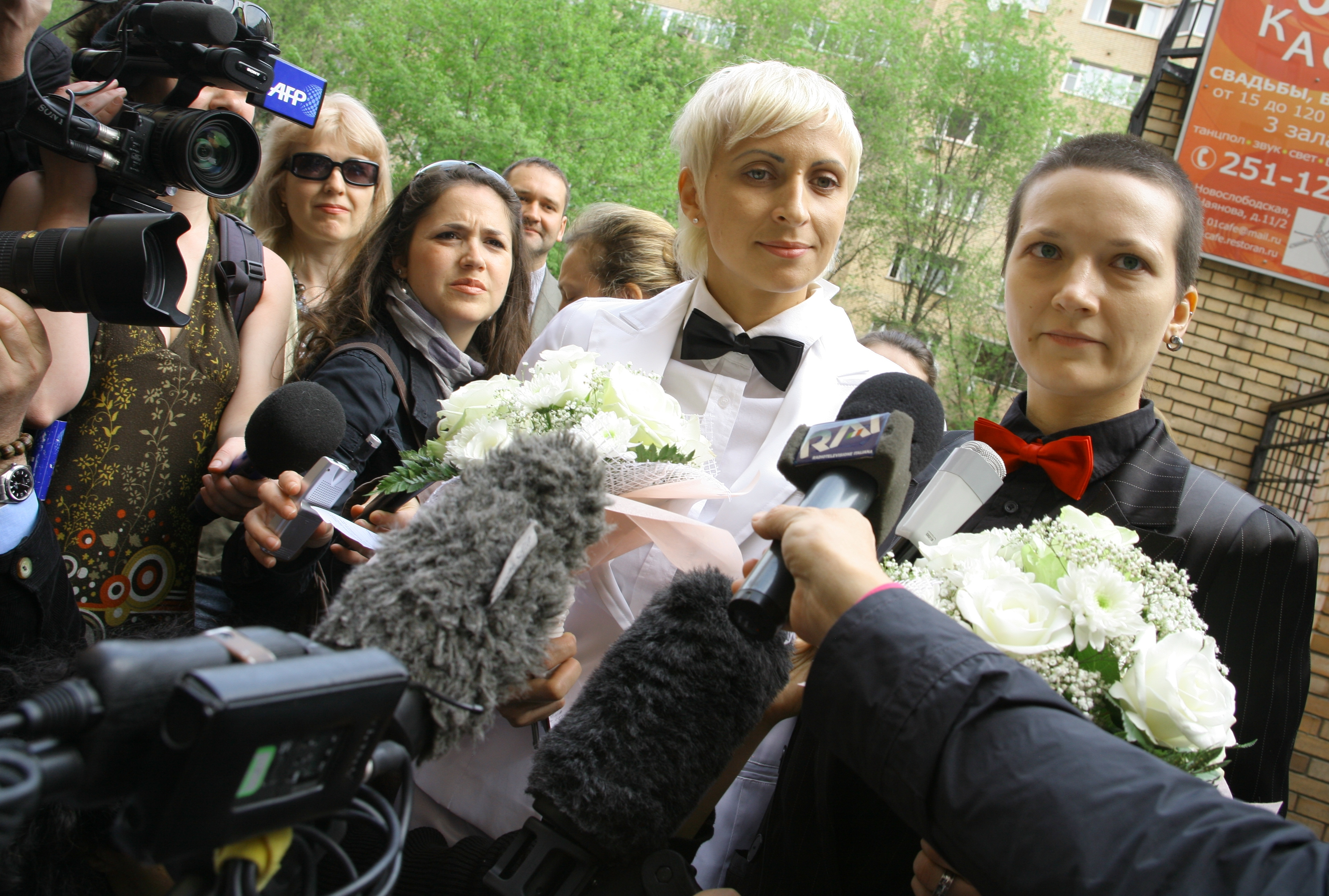
Irina Fedotova en su ceremonia de matrimonio en Moscú en 2009

El Tribunal Europeo de Derechos Humanos (TEDH) ha abordado anteriormente las relaciones entre personas del mismo sexo. En 2010, en el caso Schalk y Kopf contra Austria, las parejas del mismo sexo fueron reconocidas como una unidad familiar, pero Austria no tenía la obligación de reconocer legalmente su relación. En 2013, en Vallianatos y otros contra Grecia, el tribunal concluyó que era discriminatorio que Grecia reconociera uniones civiles para parejas heterosexuales pero no para las homosexuales. En el caso de 2015 Oliari y otros contra Italia, el tribunal determinó que la ausencia total de reconocimiento legal para las parejas del mismo sexo en Italia violaba los derechos humanos de los demandantes. Sin embargo, Oliari incluía elementos que limitaban su aplicabilidad general a otros países del Consejo de Europa.
El caso Fedotova y otros llegó al TEDH mediante la unión de tres demandas independientes presentadas por seis ciudadanos rusos que mantenían relaciones homosexuales. La primera fue presentada por Irina Fedotova y su pareja, Irina Shipitko, en 2010. Los demandantes no presentaron una demanda amparándose en el artículo 12 del Convenio Europeo de Derechos Humanos —el derecho al matrimonio—, sino en el artículo 8, que protege la vida privada y familiar, y en el artículo 14, que prohíbe la discriminación en el ejercicio de los derechos reconocidos en el Convenio.

## Decisión
El 13 de julio de 2021, la Tercera Sala dictaminó que Rusia tenía la obligación de garantizar el respeto a la vida privada y familiar de los solicitantes, proporcionándoles un marco legal que les permitiera reconocer sus relaciones, y rechazó el argumento del gobierno ruso sobre la desaprobación pública de las uniones entre personas del mismo sexo, al considerar que el acceso a los derechos de una minoría no podía depender de la aceptación de la mayoría.
Refiriéndose a las enmiendas a la Constitución de Rusia de 2020, que definen el matrimonio como la unión legal entre un hombre y una mujer, el tribunal declaró que Rusia podía otorgar a las parejas del mismo sexo el acceso al reconocimiento formal de su condición de pareja de una forma distinta al matrimonio, lo cual no contradecía la interpretación tradicional del matrimonio vigente en Rusia. La Gran Sala confirmó la sentencia de la Tercera Sala el 17 de enero de 2023. Por catorce votos contra tres, determinó que se había violado el artículo 8 (derecho al respeto de la vida privada y familiar) del Convenio Europeo de Derechos Humanos.

## Reacciones
Tras la decisión inicial de la Tercera Sala en 2021, el presidente de la Duma Estatal, Vyacheslav Volodin, sugirió que los jueces del TEDH deberían dimitir. Dmitri Bartenev, uno de los abogados de Fedotova, escribió tras el veredicto de 2021 que era poco probable que Rusia lo implementara, aunque sería posible hacerlo sin necesidad de cambios constitucionales. El jefe de la delegación rusa ante la Asamblea Parlamentaria del Consejo de Europa (PACE), Piotr Tolstói, declaró que Rusia no abandonaría el Consejo de Europa sin una «causa más grave». Sin embargo, en 2022, Rusia fue expulsada del Consejo de Europa el 16 de marzo de 2022 debido a la Invasión rusa de Ucrania de 2022, y dejó de ser parte del CEDH el 16 de septiembre de 2022, de acuerdo con el artículo 58 del Convenio.
En Oxford Human Rights Hub, Stephanos Stavros comentó que el fallo «parece aprovecharse de la reticencia del gobierno demandado a presentar una defensa real», y planteó la hipótesis de que podría representar un regreso a un enfoque más activista por parte del tribunal. En Völkerrechtsblog, Eva Maria Bredler lamentó que el tribunal no haya considerado el artículo 14, que prohíbe la discriminación en el ejercicio de los derechos del Convenio. Sin embargo, señaló que los casos pendientes presentados por parejas del mismo sexo contra Polonia darían al tribunal la oportunidad de desarrollar jurisprudencia sobre dicho artículo, por ejemplo en el caso Andersen contra Polonia. La directora de la sede en Moscú de Amnistía Internacional, Natalia Zviagina, afirmó que la «decisión subraya que el gobierno ruso está en el lado equivocado de la historia».